# Nikon F-601M
Le Nikon F-601M est un appareil photographique reflex mono-objectif argentique commercialisé par la firme Nikon  de 1990 à 1992. C'est une version simplifiée du Nikon F-601 sorti en même temps.

## Histoire
Le F-601M est une version simplifiée du F-601 qui est lui-même une version simplifiée du F-801. Il est démuni de trois éléments importants du F-601 : l'autofocus, le flash intégré et la mesure spot. Il sera produit de 1990 à 1992

## Caractéristiques techniques
Le verre de visée comporte un stigmomètre pour faciliter la mise au point manuelle ce qui a conduit les concepteurs à supprimer la mesure spot dont la matérialisation sur le verre de visée tombait dans le stigmomètre.
L'obturateur est le même que celui du F-301 avec des vitesses de 30 secondes à 1/2000, une pose B et la synchro flash au 1/125.
Pour la mesure de lumière, c'est la mesure matricielle qui a fait le succès du F-801 qui est réutilisée avec deux types de mesure (matricielle et sélective centrée). La mesure matricielle ne fonctionne qu'avec les objectifs AF avec processeur ce qui est logique sur le F-601 mais aberrant sur le F-601M car ça oblige un utilisateur qui a choisi de rester à la mise au point manuelle à acheter des objectifs AF. Le concept a été plutôt fraichement accueilli par Chasseur d'images et la très courte période de commercialisation semble démontrer une très faible adhésion des clients.
L'exposition repose sur deux modes automatiques, un "classique" P et un "multiprogramme" Pm très élaboré et nouveau. Ce programme est "décalable" par l'intermédiaire de la roue codeuse qui permet de faire défiler rapidement les couples vitesse ouverture. Les modes priorité vitesse et ouverture sont également présents ainsi qu'un mode manuel.
Le boitier permet le Bracketing automatique (qui sur le F-801 est confié au dos multifonction MF-21) qui permet de faire 3 ou 5 vues "autour" de l'exposition calculée pour les cas compliqués.
Le capot du prisme est lisse puisqu'il n'y a plus de flash escamotable.